# Lisa Oldenhof
Lisa Oldenhof (Perth, 26 de marzo de 1980) es una deportista australiana que compitió en piragüismo en la modalidad de aguas tranquilas.
Participó en los Juegos Olímpicos de Pekín 2008, obteniendo una medalla de bronce en la prueba de K4 500 m.

## Palmarés internacional
| Juegos Olímpicos | Juegos Olímpicos | Juegos Olímpicos  | Juegos Olímpicos |
| Año              | Lugar            | Medalla           | Competición      |
| ---------------- | ---------------- | ----------------- | ---------------- |
| 2008             | Pekín (China)    | Medalla de bronce | K4 500 m         |